# Luperina vaskeni
Luperina vaskeni là một loài bướm đêm trong họ Noctuidae.